# جامعة راني دورغافاتي
جابالبور هي جامعة حكومية بمدينة جابالبور، ماديا براديش, هي الجامعة الرئيسية بالمدينة.